# خاچمزی
خاچمزی (به لاتین: Khachemzy) یک منطقهٔ مسکونی در روسیه است که در شهرستان کوشخابلسکی واقع شده‌است. خاچمزی ۶۷۲ نفر جمعیت دارد.